# Sealyham terrier
Il Sealyham terrier è una rara razza canina gallese di piccole e medie dimensioni terrier che ha avuto origine in Galles come cane da lavoro. Si tratta principalmente di una razza di colore bianco di pelo, sviluppato dalla metà alla fine del XIX secolo dal capitano John Edwardes a Sealyham House, Pembrokeshire.
Dopo la prima guerra mondiale, è salito in popolarità ed è stato associato con star di Hollywood e membri della famiglia reale britannica. I suoi numeri sono scesi notevolmente da allora, con la razza elencata come vulnerabile razza nativa dal Kennel Club; un minimo storico è stato registrato nel 2008, quando sono stati registrati solo 43 cuccioli nel Regno Unito. Questo declino è stato attribuito a un afflusso di razze straniere e di design, e l'utilità ridotta del Sealyham come cane da lavoro.
Questa razza è ugualmente adatta come cane di famiglia o come terrier da lavoro, data la giusta formazione. Esso è influenzato da alcuni disturbi specifici.